# Districtul Thung Chang
Thung Chang (în thailandeză ทุ่งช้าง) este un district (Amphoe) din provincia Nan, Thailanda, cu o populație de 18.375 de locuitori și o suprafață de 760,811 km².